# Opel Kapitän
Opel Kapitän – samochód osobowy produkowany przez niemiecką firmę Opel w latach 1938–1970. Powstało kilka generacji modelu.

## 1938–40
Kapitän był ostatnim modelem Opla wprowadzonym na rynek przed wybuchem II wojny światowej. Rozwijany w roku 1938, zadebiutował na genewskich targach motoryzacyjnych wiosną roku 1939. Pierwsza generacja Kapitäna dostępna była w wielu różnych wersjach nadwoziowych, najpopularniejszym był 4-drzwiowy saloon. Dostępna było także dwudrzwiowe coupé cabrio.
Do jesieni roku 1940 cywilna produkcja Kapitäna osiągnęła poziom 25 371 egzemplarzy, kolejne trzy powstały w roku 1943, co daje łącznie 25 374 powstałych sztuk pierwszej generacji.
Na konstrukcji samochodu Opel Kapitän wzorowano konstrukcję nośną samonośnego nadwozia (o innym wyglądzie) oraz zawieszenie przednie radzieckiego samochodu GAZ-M20 Pobieda.

## 1948–50
Ponowne wprowadzenie Kapitäna na rynek miało miejsce w październiku 1948 roku. Samochód opierał się na poprzedniej generacji z 1939, dostępny był jedynie jako sedan z silnikiem sześciocylindrowym. Od poprzedniego modelu różnił się głównie kształtem przednich świateł – zastosowano w nim okrągłe klosze na miejscu sześciokątnych. Od maja roku 1950 dźwignię skrzyni biegów zaczęto montować na kolumnie kierownicy, wcześniej instalowano ją na podłodze. Powojenny Kapitän był w stanie rozpędzić się do 126 km/h, na rozpędzenie się do 100 km/h potrzebował 29 s, a zużycie paliwa wynosiło około 13 litrów na 100 kilometrów.
Do lutego 1951 wyprodukowano 30 431 egzemplarzy modelu.

## 1951–53
Kolejna generacja Kapitäna została wprowadzona do produkcji w marcu 1951. W porównaniu do starszego modelu zmieniono nieco wygląd nadwozia, pod względem technicznym samochód nie doczekał się większych zmian. Stopień sprężania silnika wzrósł z 6,0:1 do 6,25:1 co zaowocowało nieznacznym wzrostem mocy (z 55 do 58 koni mechanicznych).
Od marca 1951 do lipca 1953 Opel wyprodukował 48 562 egzemplarze trzeciej generacji. W 1952 roku cena wynosiła 9600 marek (równowartość 2400 dolarów).

## 1954–57
W listopadzie 1954 Opel wypuścił na rynek całkowicie nowego Kapitäna, model był dłuższy oraz szerszy od poprzednika. Do napędu zastosowano silnik znany z poprzednich generacji, podniesiono jednak stopień sprężania do 7,0:1, co pozwoliło na osiągnięcie mocy 68 koni mechanicznych. W roku 1955 moc silnika podniesiono do 71 KM, rok później wzrosła ona do 75 KM. W nowym modelu zastosowano również między innymi poprawiony tylny most napędowy, stabilizator z tyłu oraz nieznacznie większe hamulce bębnowe.
W roku 1956 samochód poddano nieznacznemu faceliftingowi, zmieniono nieco wygląd przedniego grilla, przednich świateł, zastosowano większe klosze kierunkowskazów. Rocznik '56 mógł osiągnąć prędkość 140 km/h zużywając przy tym średnio 13 litrów na 100 km.
Od maja 1957 opcjonalnie można było wybrać pół-automatyczną trzybiegową skrzynię biegów z nadbiegiem.
Od listopada 1953 do lutego 1958 powstało 154 098 egzemplarzy modelu. Był to w tym czasie trzeci pod względem popularności samochód w Niemczech – wyprzedzał go tylko Volkswagen Garbus oraz Opel Rekord.

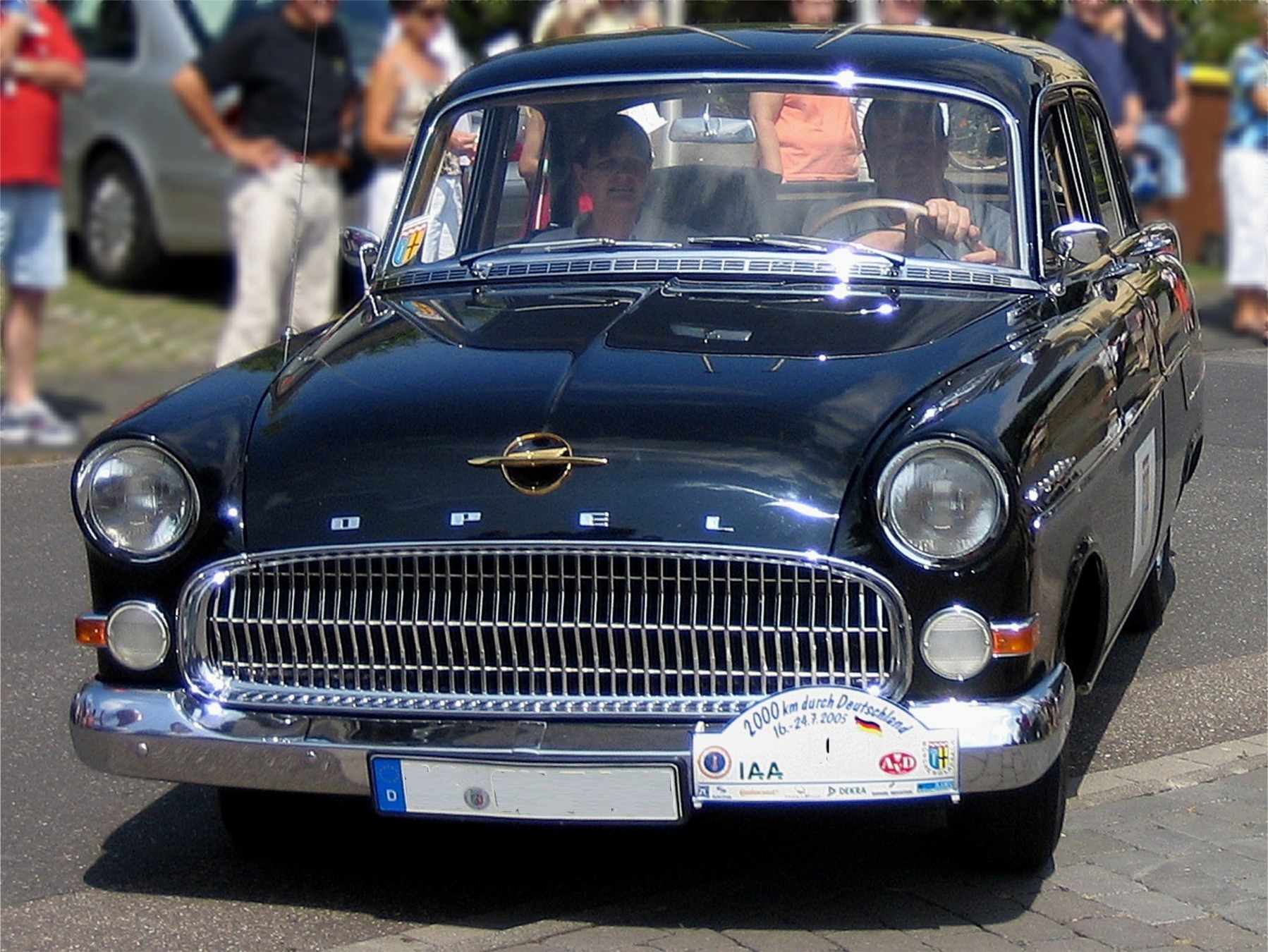
Opel Kapitän 1956/57

## Kapitän P1
W czerwcu 1958 wprowadzono kolejną wersję Kapitäna, P1. Była ona szersza i niższa od poprzednika, zastosowano w niej także panoramiczne okna. Produkowana była tylko przez rok. Do napędu nadal służył 2,5-litrowy silnik, jego moc podniesiono do 80 KM. Nieznacznie skrócono rozstaw osi oraz rozstaw kół, bardziej płaska linia dachu obniżyła samochód o 6 centymetrów.
Od czerwca 1958 do czerwca 1959 powstało 34 282 egzemplarzy P1.

## Kapitän P2
Nowy Kapitän P2 wszedł na rynek w czerwcu 1959 roku. Zastosowano w nim znane już z poprzedniej generacji panoramiczne okna, model otrzymał nowy grill przedni oraz nieco zmodyfikowane nadwozie. Do napędu posłużył 2,6-litrowy sześciocylindrowy silnik (średnica cylindra x skok: 85 × 76,5 zamiast wcześniejszych 80 × 82 mm), było to rozwinięcie silnika znanego z poprzednich generacji, nadal był to motor w układzie OHV z popychaczami.
P2 mógł rozpędzić się do 150 kilometrów na godzinę, do 100 km/h przyspieszał w 16 sekund. Zużycie paliwa wynosiło średnio 12 litrów na 100 km.
Od czerwca 1959 do grudnia 1963 Opel wyprodukował 145 618 egzemplarzy P2.

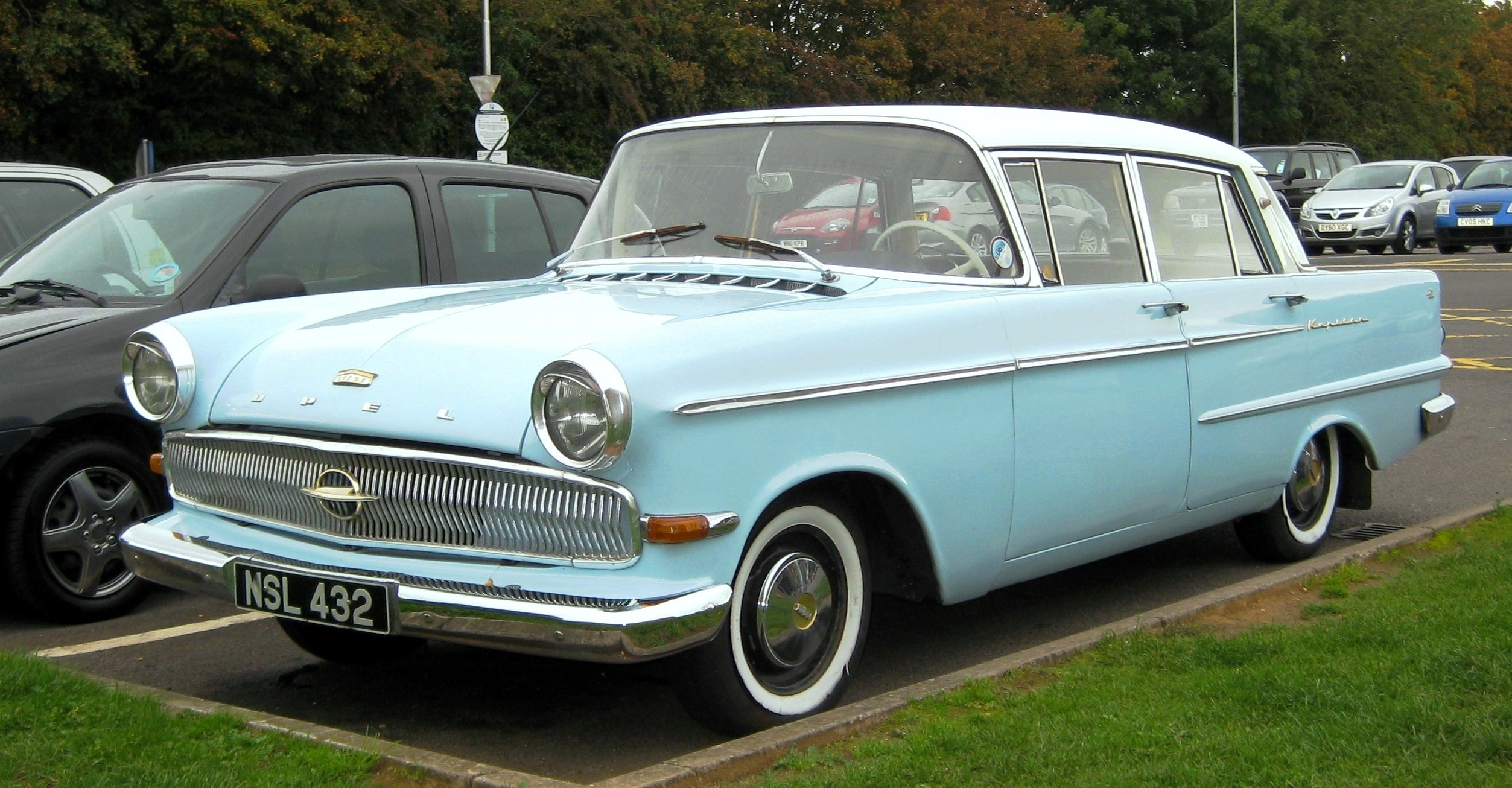
Opel Kapitän 1959/64

## Kapitän A
W roku 1964 Opel wprowadził nową rodzinę modeli KAD (Kapitän, Admiral, Diplomat); Kapitän służył za podstawę w tej gamie.
Do napędu służyły silniki znane z modelu Admiral, głównie 2,6l oraz 2,8l R6, część Kapitänów otrzymała nawet silniki 4,6l V8 Chevroleta. Na austriacki rynek wypuszczono serię 580 Kapitänów oraz Admiralów z silnikiem 2,5 R6 o mocy 112 KM.
Sprzedaż Kapitäna A mocno spadła, do listopada 1968 fabrykę opuściło 24 249 Kapitänów.

## Kapitän B
W roku 1969 wprowadzono Kapitäna B, ostatnią generację modelu. Do napędu służył silniki 2,8l R6 dostępny w dwóch wersjach, napęd przenoszony był poprzez 4-biegową manualną lub 3-biegową automatyczną skrzynię biegów na oś tylną.
Produkcję zakończono w maju 1970. Modele Admiral i Diplomat produkowane były jeszcze przez siedem lat, w 1978 zastąpił je nowy model, Senator.
Przez piętnaście miesięcy produkcji powstało zaledwie 4976 sztuk Kapitäna B.